# Love Letters from Elvis
Love Letters from Elvis – album studyjny Elvisa Presleya z 1971 roku.

## Lista utworów
źródło:
| 1.  | „Love Letters” (Edward Heyman, Victor Young)                        | 2:53  |
|     |                                                                     |       |
| 2.  | „When I’m Over You” (Shirl Milete)                                  | 2:28  |
|     |                                                                     |       |
| 3.  | „If I Were You” (Nelson)                                            | 3:01  |
|     |                                                                     |       |
| 4.  | „Got My Mojo Working” (Preston Foster)                              | 4:36  |
|     |                                                                     |       |
| 5.  | „Heart of Rome” (Alan Blaikley, Ken Howard, Stephens)               | 2:56  |
|     |                                                                     |       |
| 6.  | „Only Believe” (Rader)                                              | 2:50  |
|     |                                                                     |       |
| 7.  | „This Is Our Dance” (Les Reed, Stephens)                            | 3:16  |
|     |                                                                     |       |
| 8.  | „Cindy, Cindy” (Dolores Fuller, Kaye, Ben Weisman)                  | 2:32  |
|     |                                                                     |       |
| 9.  | „I’ll Never Know” (Karger, Wayne, Ben Weisman)                      | 2:25  |
|     |                                                                     |       |
| 10. | „It Ain’t No Big Thing (But It’s Growing)” (Hall, Merritt, Merritt) | 2:49  |
|     |                                                                     |       |
| 11. | „Life” (Shirl Milete)                                               | 3:10  |
|     |                                                                     |       |
|     |                                                                     | 32:56 |
|     |                                                                     |       |